# Netwerkbesturingssysteem
Een netwerkbesturingssysteem is software waarmee onder andere de uitwisseling van gegevens in een computernetwerk en de toegang van gebruikers tot systeembronnen als bestanden en printers kan worden geregeld. Beveiliging speelt hierbij vaak een grote rol. Een netwerkbesturingssysteem is specifiek voor het doel van het optimaal laten draaien van een computernetwerk ontwikkeld. Netwerkbesturingssystemen zijn door de ontwikkeling van de computertechnologie steeds meer een onderdeel van de beschikbare besturingssystemen op computers geworden, zodat de rol van aparte servers minder duidelijk is geworden.
Novell NetWare was tot omstreeks 1990 bijna de enige aanbieder van netwerkbesturingssysteem, maar later kwamen daar de serverdiensten van Microsoft en de iCloud van Apple voor in de plaats.
Een aantal populaire netwerkbesturingssystemen waren:
- IBM AIX
- Plan 9 van Bell Labs
- macOS
- Windows Server 2003
- Windows Server 2008
- Windows Server 2008 R2
- Windows Server 2012
- Novell NetWare
- Red Hat Linux

Sommige besturingssystemen zijn geschikt voor online gegevensuitwisseling:
- Cisco Internetwork Operating System
- Windows Server 2012
- Inferno, een populair besturingssysteem dat kan draaien bovenop andere besturingssystemen
- Linux
- Unix, vaak door het open source Linux vervangen